# 열두냥짜리 인생
"열두냥짜리 인생"은 한국에서 제작된 이만희 감독의 1963년 영화이다. 박노식 등이 주연으로 출연하였고 정병준 등이 제작에 참여하였다.

## 출연

### 주연
- 박노식
- 문정숙
- 장동휘
- 도금봉
- 태현실

## 기타
- 원작자: 김희창
- 조명: 서병수
- 미술: 홍성칠